# Língua chibcha
A Língua chibcha ou muisca (mwɨska) é uma língua extinta no século XVIII, que era falada no planalto Cundiboyacense, na atual Colômbia.
É uma das muitas Línguas chibchanas, que compreendem um amplo grupo de idiomas falados pelos povos chibchas, cujo território tradicional comprende Honduras, Nicarágua, Costa Rica, Panamá, Colômbia e Venezuela.
Suas línguas são faladas em pequenas comunidades indígenas desses países, mas em via de extinção, devido ao preconceito imposto pelos colonizadores espanhóis.

## Fonologia
Segundo a pesquisadora María Stella González, se pode apresentar o seguinte cuadro de fonemas para a língua muisca ou chibcha:
Vogais
|         | Anterior | Central | Posterior |
| ------- | -------- | ------- | --------- |
| Fechada | i        | ɨ       | u         |
| Média   | e        |         | o         |
| Aberta  |          | a       |           |

Consoantes
|                    | Labial | Alveolar | pós-alveolar/ retroflexa | velar | glotal |
| ------------------ | ------ | -------- | ------------------------ | ----- | ------ |
| Nasais             | m      | n        |                          |       |        |
| Oclusivas surdas   | p      | t        |                          | k     | ʔ      |
| Fricativas sonoras | β      |          |                          | ɣ     |        |
| Fricativas surdas  |        | s        | ʂ                        |       |        |

## Gramática
Se pode describir como uma língua aglutinante e polissintética. A ordem da oração é Sujeito-Objeto-Verbo. Os sufixos -c(a), n(a) y -s(a), son marcadores de meta, ubicación y curso, respectivamente. O genitivo se indica suprimindo a vogal final do nome, por exemplo em Muysc cubun = idioma dos músicas. 

### Pronombres pessoais
Os pronomes pessoais são:
| Muysccubun | Fonética     | Português             |
| ---------- | ------------ | --------------------- |
| hycha      | /hɨʂa/       | eu                    |
| mue        | /mue/        | tú, você              |
| as(y)      | /asɨ/ ó /as/ | ele, ela / eles, elas |
| chie       | /ʂie/        | nós                   |
| mie        | /mie/        | vós, vocês            |

Prefixos pronominais:
Estes prefixos, se precedem verbos indicam qual sujeito realiza a ação, mas se precedem objetos tem função de posesivos.
| Muysccubun | Fonética    | Português                       |
| ---------- | ----------- | ------------------------------- |
| z(e)- / i- | /tʂɨ/ - /i/ | eu - meu, minha                 |
| (u)m-      | /um/ o /m/  | tu - teu, tua                   |
| a(sy)-     | /a/ ó /asɨ/ | ele, ela, eles, elas - seu, sua |
| chi-       | /ʂi/        | nós - nossa                     |
| mi-        | /mi/        | vós - vossa                     |

- Exemplos con verbos:

zebquysqua = eu fazo.
umbquysqua = tu fazes.
abquysqua = ele (ela) faz.
chibquysquua = nós fazemos.
mibquysqua = vós fazeis
abquysqua = eles (elas) fazem.
- Ejemplos con objetos:

zeboi = meu manto.
umboi = teu manto.
aboi = seu manto (de ele ou de ela).
chiboi = nosso manto.
miboi = vosso manto.
aboi = seu manto

### Verbos
Os verbos estão agrupados em dois tipos de conjugação, segundo o tiempo presente-pretérito esteja marcado pelos sufixos -squa ou -suca. A conjugação inclui prefixos pessoais (ze-, um-, a-, chi-, mi-, asγ-). Uma característica do sistema de predicação verbal são os verbos de baixa especificación semântica, como a raíz verbal -b-ta-(-squa) que indica transitividad, e se pospone a as marcas de cada verbo transitivo para adquirir um significado concreto (por ejemplo u-b-ta-squa = soltar); também a raíz transitiva -b-ga(-squa). A raíz verbal intransitiva -mi(-squa) entra na composição dos verbos intransitivos.
O sistema verbal se caracteriza pela presença de sufixos marcadores de tempo:
-gue (possivelmente [we]) = presente o pretérito
-nga = futuro
-ngabe = condicional futuro
-san = condicional presente ou pretérito
-va o -ua = interrogativo presente u pretérito
-nnua = interrogativo futuro
-nza = negativo
-nzacan = condicional negativo

### Numerais
| Muysccubun | Fonética   | Português    |
| ---------- | ---------- | ------------ |
| agueza     | /aɣuɨtʂa/  | Zero, no hay |
| ata        | /ata/      | Um           |
| boza       | /βotʂa/    | Dois, duas   |
| mica       | /mika/     | Três         |
| muyhyca    | /mʷɨhɨka/  | Quatro       |
| hyzca      | /hɨtʂka/   | Cinco        |
| taa        | /taa/      | Seis         |
| cuhupqua   | /kuhupkua/ | Sete         |
| suhuza     | /suhutʂa/  | Oito         |
| aca        | /aka/      | Nove         |
| ubchihica  | /uβʂihika/ | Dez          |

## Vocabulario
| Português                  | Mwɨska          | Fonética (AFI)      | Exemplo de uso                                                   |
| -------------------------- | --------------- | ------------------- | ---------------------------------------------------------------- |
| Algodão                    | quyhysa         | /kɨhɨsa/            | zeboi quyhysas (meu manto de algodão)                            |
| Aranha                     | sospqua         | /sospkua/           | sospqua zine (teia de aranha)                                    |
| Árvore                     | quye            | /kɨe/               | quye boza (dos árboles), quye mica (três árvores)                |
| Arco-íris                  | chuquy          | /ʂukɨ/              | mepquaoac chuquy (formoso arco-íris)                             |
| Avó                        | caca            | /kaka/              | zecaca (mi abuela), umcaca (tua avó)                             |
| Avô                        | uexica          | /uesika/ o /wesika/ | chiuexica (nosso avô), zeuexica (meu avô)                        |
| Banhar-se                  | -osqua          | /oskua/             | chiosqua (nos banhamos), aosqua (él / ela se banha)              |
| Boca                       | quyhyca         | /kɨhɨka/            | miquyhyca (vossa boca), umquyhyca (tua boca)                     |
| Braço                      | pquaca          | /pkuaka/            | zepquac zebchosqua (abraçar sexualmente)                         |
| Bom                        | cho             | /ʂo/                | muysca cha cho (homem de bem)                                    |
| Cabelo                     | zye             | /tʂɨe/              | cuhuza bohoza zye guas btasqua (se compõe o cabelo com um pente) |
| Cabeça                     | zysquy          | /tʂɨskɨ/            | izysquy (minha cabeça)                                           |
| Cacique, príncipe          | psihipqua       | /psihipkua/         | psihipquy cone (o pranto do príncipe)                            |
| Cântico                    | ty              | /tɨ/                | zebtysqua (eu canto)                                             |
| Cão                        | to              | /to/                | to ata (um cão)                                                  |
| Casa, lar                  | ue              | /ue/                | zuetyna (embaixo da minha casa)                                  |
| Cérebro                    | zote            | /tʂote/             | chizote (nosso cérebro)                                          |
| Cintura                    | ine             | /ine/               | mine (tua cintura)                                               |
| Corazão                    | pquyquy         | /pkɨkɨ/             | chapquyquy (nosso coração)                                       |
| Corpo                      | yba             | /ɨβa/               | yba quyn (corpo de animal)                                       |
| Coruga                     | simte           | /simte/             | simt upqua (os olhos da coruga)                                  |
| Chapéu                     | pquapqua        | /pkuapkua/          | zepquapqua (meu chapéu)                                          |
| Chuva                      | xiu             | /siu/               | Muyquyt xiu (a chuva de Bogotá)                                  |
| Dia                        | sua             | /sua/               | sua quychquysa (a mediodía)                                      |
| Dente                      | sica            | /sika/              | sica chuchuagui (dentudo)                                        |
| Escuridade                 | umza            | /umtʂa/             | umzac (a escuras)                                                |
| Esposa                     | gui             | /ɣui/               | uechas gui (a esposa de meu tío)                                 |
| Esposo                     | sahaoa          | /sahaoa/            | umsahaoa (teu esposo)                                            |
| Estrela                    | fagua           | /βaɣua/             | mecpquaoac fagua (estrela formosa)                               |
| Face, rosto                | uba             | /uβa/               | uba zemucansuca (o conhece de face)                              |
| Fogo                       | gata            | /ɣata/              | gataz bquysqua (fazer fogo)                                      |
| Garça                      | fuhupqua        | /βuhupkua/          | pquyhyzy fuhupqua (garça branca)                                 |
| Femea                      | fucha o fuhucha | /βuʂa/ o /βuhuʂa/   | supquagui fucha (galinha)                                        |
| Irmã                       | uahaza          | /uahatʂa/           | zuahaza (minha irmã)                                             |
| Irmão                      | nyquy           | /nɨkɨ/              | inyquy (meu irmão)                                               |
| Formoso                    | mepquaoa        | /mekpkuaoa/         | mepquaoac zeguene (sou formoso)                                  |
| Filho, filha               | chuta           | /ʂuta/              | chuty gui (a esposa de meu filho)                                |
| Hoje                       | fa              | /βa/                | faz ahuza (também não ha venido hoje)                            |
| Labio                      | ybza            | /ɨβtʂa/             | ybza uahazas (os labios de minha irmã)                           |
| Lago                       | xiua            | /siua/              | chysquyn mague xiua (laguna azul)                                |
| Língua (órgano del cuerpo) | pqua            | /pkua/              | apqua (sua língua de ele)                                        |
| Limpo                      | pquyhyzio       | /pkɨhɨsio/          | apquyhyzyn mague (cosa limpa)                                    |
| Lua                        | chie            | /ʂie/               | Chiez amuyhyzynsuca (eclipsar-se a Lua)                          |
| Mãe                        | uaia o guaia    | /uaia/              | zuaian acazone (minha mãe ainda vive)                            |
| Mão                        | yta             | /ɨta/               | yta fihista (palma da mão)                                       |
| Menina                     | guasgua fucha   | /ɣuasɣua βuʂa/      | guasgua fucha ahuza (a menina não tem vindo)                     |
| Menino                     | guasgua cha     | /ɣuasɣua ʂa/        | guasgua cha abgaza (o menino não quere)                          |
| Milho                      | aba             | /aβa/               | abaz bchusqua (coleitar milh)                                    |
| Morcego                    | supqua          | /supkua/            | supquas gaca (asa de morcego)                                    |
| Mulher                     | muysca fucha    | /mʷɨska βuʂa/       | sue fucha (mulher europeia)                                      |
| Nádegas                    | iohoza          | /iohotʂa/           | ziohoza (minhas nádegas)                                         |
| Nariz                      | saca            | /saka/              | misaca (vosso nariz)                                             |
| Noite                      | za              | /tʂa/               | za puynuca (cada noite)                                          |
| Nu                         | chuhis          | /ʂuhis/             | chuhisc asyne (caminha nu)                                       |
| Nubem, neblina             | faoa            | /faoa/              | cuhumaz faoa (nubem grande)                                      |
| Olhos                      | upqua           | /upkua/             | zupqua (meus olhos)                                              |
| Onça                       | nymy            | /nɨmɨ/              | ata nymy (onça)                                                  |
| Orelha                     | cuhuca          | /kuhuka/            | umcuhuca (tua orelha)                                            |
| Ouro                       | nyia            | /nɨia/              | chinyia (nosso ouro)                                             |
| Pai                        | paba            | /paβa/              | ze pab ipqua gue (es propriedade de meu pai)                     |
| Pão                        | fun             | /βun/               | fun chiguasa (põ mohoso)                                         |
| Batata                     | iomza           | /iomtʂa/            | tybaiomy (batata amarela)                                        |
| Penis                      | naqua           | /nakua/             | umnaqua (teu penis)                                              |
| Persona                    | muysca          | /mʷɨska/            | muysca choc zegasqua (ser boa pessoa)                            |
| Pé                         | quihicha        | /kihiʂa/            | quihicha fihista (planta do pé)                                  |
| Perna                      | goca            | /ɣoka/              | zegocaz amnyhychysuca (se me dormiu a pierna)                    |
| Raposa                     | fo              | /βo/                | hycata fo (a cova da raposa)                                     |
| Sacerdote                  | chyquy          | /ʂɨkɨ/              | ubatas chyquy (o servo do sacerdote)                             |
| Sal                        | nygua           | /nɨɣua/             | nygua yszebiasqua (salgar)                                       |
| Sangre                     | hyba            | /hɨβa/              | zyhybas hyba (sangue de meu sangue)                              |
| Sol                        | sua             | /sua/               | Suaz guan miexin (ao sair o sol)                                 |
| Terra                      | quyca           | /kɨka/              | guatquyca (céu, mundo de encima)                                 |
| Testículo                  | neiomy          | /neiomɨ/            | aneiomy (seu testículo de ele)                                   |
| Trança                     | muyhyca         | /mʷɨhɨka/           | zemuyhyca (minha trança)                                         |
| Varão                      | cha             | /ʂa/                | supquagui cha (galo)                                             |
| Veado, carne               | chihica         | /ʂihika/            | chihica san muysca (se o veado fosse homem)                      |
| Vento                      | fiba            | /βiβa/              | zytas fiba (o vento da cume da montanha)                         |
| Ventre, barriga            | ieta            | /ieta/              | zieta zaiusuca (me doe a barriga)                                |